# 極値
数学の実解析において、実数値関数の極値（きょくち、英: extremum）とは、関数の局所的な最小値および局所的な最大値の総称である。関数の極値を求める問題は極値問題と呼ばれる。

## 定義
n 次元ユークリッド空間 (Rn, d) の開集合 U 上で定義された実数値関数 f: U → R をとる。
関数 f を定義域 U に属する点 p のある ε 近傍に制限すると値 f(p) がその最小値であるとき、値 f(p) を関数 f の極小値（local minimum）といい、点 p を関数 f の極小点（local minimum point）という。この条件は論理式を用いると
{\displaystyle \exists \varepsilon >0[\forall q\in U[d(p,q)<\varepsilon \implies f(p)\leq f(q)]]}
と表せる。同様に関数 f を定義域 U に属する点 p のある ε 近傍に制限すると値 f(p) がその最大値であるとき値 f(p) を関数 f の極大値（local maximum）といい、点 p を関数 f の極大点（local maximum point）という。
極小値と極大値を総称して極値（extremum）といい、極小点と極大点を総称して極値点という。
上の条件に現れる d(p, q) < ε ⇒ f(p) ≤ f(q) を 0 < d(p, q) < ε ⇒ f(p) < f(q) へ置き換えたとき、値 f(p) を関数 f の狭義の極小値（strict local minimum）という。同様に狭義の極大値（strict local maximum）も定義される。またこれらを総称して狭義の極値という。（ただし狭義の極値を単に極値と呼ぶこともあるので、実際に用いられている定義をよく確認する必要がある。）

## 必要条件
n 次元ユークリッド空間 Rn の開集合 U 上で定義された実数値関数 f: U → R をとり、これが微分可能であるとする。
定義域 U に属する点 p における関数 f の勾配
{\displaystyle \nabla f(p)={\bigg [}{\frac {\partial f}{\partial x_{1}}}(p),\dotsc ,{\frac {\partial f}{\partial x_{n}}}(p){\bigg ]}}

原点は関数 x3 の停留点ではあるが、極値点ではない。

が 0 であるとき、点 p を関数 f の停留点（stationary point）あるいは臨界点（critical point）といい、値 f(p) を停留値（stationary value）あるいは臨界値（critical value）という。
点 p が関数 f の極値点であるためには、点 p が関数 f の停留点であることが必要である。

## 十分条件
n 次元ユークリッド空間 Rn の開集合 U 上で定義された実数値関数 f: U → R をとり、これが2回連続微分可能であるとする。
関数 f の停留点 p におけるヘッセ行列
{\displaystyle \nabla ^{2}f(p)={\begin{bmatrix}{\frac {\partial ^{2}f}{\partial x_{1}^{2}}}(p)&\cdots &{\frac {\partial ^{2}f}{\partial x_{1}\partial x_{n}}}(p)\\\vdots &\ddots &\vdots \\{\frac {\partial ^{2}f}{\partial x_{n}\partial x_{1}}}(p)&\cdots &{\frac {\partial ^{2}f}{\partial x_{n}^{2}}}(p)\end{bmatrix}}}

原点は関数 x2 + y2, x2, x2 − y2 すべての停留点である。関数 x2 + y2 の原点におけるヘッセ行列は正の定符号であり、原点で関数 x2 + y2 は狭義の極小値をとる。また関数 x2 − y2 の原点におけるヘッセ行列は不定符号であり、原点は関数 x2 − y2 の鞍点である。一方で関数 x2 の原点におけるヘッセ行列は特異行列であり、原点で退化している。

が正の定符号（∇2 f(p) > 0）であるならば関数 f は点 p において狭義の極小値をとる。またヘッセ行列 ∇2 f(p) が負の定符号（∇2 f(p) < 0）であるならば関数 f は点 p において狭義の極大値をとり、不定符号であるならば関数 f は点 p において極値をとらない（このとき点 p は関数 f の鞍点と呼ばれる）。
この方法により、ヘッセ行列 ∇2 f(p) が特異行列で停留点 p が退化している場合を除けば、極値判定ができる。